# Achada do Boieiro
Achada do Boieiro é um lugar do sítio povoado dos Terreiros da freguesia do Campanário, concelho da Ribeira Brava, Ilha da Madeira.
Nota: Estas coordenadas referem-se ao sítio dos Terreiros. Se alguem souber a localização exacta da Achada do Boieiro neste sítio agradece-se que as corrijam.